# ニジプの戦い
ニジプの戦い（ニジプのたたかい、英語: Battle of Nezib）は1839年6月24日、イブラーヒーム・パシャ率いるエジプト軍とハーフィツ・オスマン・パシャ率いるオスマン帝国軍の間の戦闘。また、プロイセン王国出身のヘルムート・カール・ベルンハルト・フォン・モルトケ（大モルトケ）が軍事教官としてオスマン軍に従軍、砲兵隊を率いた
。

## 経過
戦闘から数時間前、大モルトケはオスマン軍が練度でエジプト軍に大きく劣るとして、ハーフィツ・パシャにビラディックまで退却して援軍を待つよう要請した。ハーフィツははじめ不本意ながらも動意したが、後にムッラーの意見を容れて後退しないことにした。
ハーフィツ率いるオスマン軍はニジプ川を左に、ニジプから南西方のメザルに陣を敷いた。エジプト軍はオスマン軍の激しい砲撃に晒されつつも前進、やがてオスマン軍がエジプト軍の砲火を受けると、損害を出し始め、エジプト軍の歩兵がオスマン軍の戦列に届く頃にはオスマン軍は砲撃にたまらず潰走していた。